# Tinamotis ingoufi
Tinamotis ingoufi là một loài chim trong họ Tinamidae.